# 공자새
공자새(Confuciusornis 콘푸키우소르니스[*])는 약 1억 2천만년 전, 백악기 초기에 중국에서 살았던 고대 새이다. 현대의 새처럼 이가 없는 부리를 가지고 있었다.
새 이름은 고대 중국의 사상가인 공자에서 유래된 이름이다. 실제 연대에 대해서는 아직도 의견이 분분하지만 시조새보다 1000만년 정도 지난 약 1억 4000만 년 전에 나타난 것으로 추정된다. 이 동물은 뿔이 달렸고 이빨이 없는 부리를 가졌다. 이 화석이 발견되기 전까지 과학자들은 백악기 후기인 약 7000만년전까지 이빨이 없는 부리가 등장하지 않았다고 생각했다. 이 동물은 다리에는 깃털이 나 있었는데 겉 깃털을 가진 최초의 동물로 알려져 있다.

## 같이 보기
- 시노르니스